# O Pecado Mora ao Lado
The Seven Year Itch (bra/prt: O Pecado Mora ao Lado) é um filme estadunidense de 1955, do gênero comédia romântica, dirigido por Billy Wilder. 
O filme foi baseado na peça teatral The Seven Year Itch, de George Axelrod, levada aos palcos da Broadway em 1952, e é considerado uma das maiores comédias cinematográficas de todos os tempos. 
O Pecado Mora ao Lado se tornou um dos filmes de maior bilheteria da Fox de 1955, e consolidou o nome de Marilyn Monroe como a maior estrela de cinema e símbolo sexual da época. A cena em que o vestido branco de Marilyn é levantado na rua pelo jato do respiradouro do metrô na calçada tornou-se um ícone da cinematografia mundial. Esse vestido foi leiloado em junho de 2011 por 5,6 milhões de dólares..

## Sinopse
Após mandar sua mulher para o interior durante o forte verão nova-iorquino, Richard Sherman conhece uma modelo loira sem nome, que é sua nova vizinha do andar de cima. Apesar de acometido de uma recente paranoia sobre a possibilidade de se tornar infiel - está lendo no momento um livro chamado A coceira do sétimo ano (The Seven Year Itch), que fala da grande probabilidade de o homem se tornar infiel após sete anos de casamento, exatamente o tempo que ele tem de casado - ele convida a moça para tomar um drink em seu apartamento, e eles se tornam amigos.
Durante todo o seu relacionamento com a modelo, apenas amigável por parte dela mas com uma atração incontrolável e hilariante de Richard pela loira, ele é perseguido por pesadelos e delírios de sedução e infidelidade, tanto dele quanto de sua mulher, que lhe aparece em sonhos traindo-o com seu vizinho e amigo ou matando-o a tiros por ciúmes da vizinha loira.

## Produção
The Seven Year Itch foi filmado entre setembro e novembro de 1954 e é o único filme de Billy Wilder lançado pela 20th Century-Fox. Os personagens de Elaine (Dolores Rosedale), Marie e as vozes interiores de Sherman e a Garota foram retirados da peça. Por outro lado, os personagens do Encanador, Srta. Finch (Carolyn Jones), a Garçonete (Doro Merande) e Kruhulik, o zelador (Robert Strauss), foram adicionados ao filme. Muitas falas e cenas da peça foram cortadas ou reescritas, pois foram consideradas indecentes pelo Código Hays. Axelrod e Wilder reclamaram que o filme estava sendo feito sob condições restritivas, comparáveis a uma "camisa de força". Isso resultou em uma grande mudança no enredo: na peça, Sherman e a Garota têm relações sexuais; no filme, o romance é reduzido a uma sugestão. Sherman e a Garota se beijam três vezes: uma enquanto tocavam o piano de Sherman juntos, outra do lado de fora de um cinema e, finalmente, perto do final, antes de Sherman ir buscar o remo de Ricky.
A famosa filmagem do vestido de Marilyn Monroe esvoaçando sobre uma grade do metrô foi realizada em dois locais: primeiro, no exterior, em frente ao Trans-Lux 52nd Street Theater (então localizado na 586 Lexington Avenue, em Manhattan), e depois em um estúdio de som. Elementos de ambos os locais acabaram sendo usados na versão final do filme, apesar da crença geralmente aceita de que o áudio da filmagem original no local foi prejudicado pela multidão agitada presente durante as filmagens em Nova York. O local de filmagem do apartamento de Richard foi na 164 East 61st Street, em Manhattan.
Saul Bass foi o responsável pela criação da sequência de títulos abstrata, que foi mencionada favoravelmente em inúmeras críticas. Até então, era inédito que críticas de imprensa especializada mencionassem sequências de títulos de filmes.
O então marido de Monroe, o famoso jogador de beisebol Joe DiMaggio, esteve presente no set durante as filmagens da cena do vestido e, segundo relatos, ficou bravo e enojado com a atenção que ela recebeu dos espectadores, repórteres e fotógrafos. Billy Wilder, por sua vez, convidou a mídia para despertar o interesse pelo filme.
Mais tarde, George Axelrod expressou seu descontentamento com as mudanças da peça para o filme: "O terceiro ato da peça tratava do sujeito que se sentia culpado de forma hilária por ter ido para a cama com a garota, mas como ele não a havia levado para a cama no filme, todas as suas culpas se tornaram em vão. Isso fez com que o último ato do filme acabasse perdendo força".

## Elenco principal
- Marilyn Monroe .... a Garota
- Tom Ewell .... Richard Sherman
- Evelyn Keyes .... Helen Sherman
- Sonny Tufts .... Tom MacKenzie
- Robert Strauss .... Kruhulik
- Oscar Homolka .... Dr. Brubaker
- Marguerite Chapman .... Srta. Morris
- Donald MacBride .... Sr. Brady
- Victor Moore .... o Encanador
- Carolyn Jones .... Srta. Finch
- Doro Merande .... garçonete no restaurante vegetariano

## Bilheteira
O filme foi um grande sucesso comercial, arrecadando US$ 6 milhões nas bilheteiras norte-americanas.

## Recepção da crítica
Bosley Crowther, do New York Times, destaca dois temas principais de The Seven Year Itch: o desejo primal do homem casado que, sozinho em uma cidade quente, é tentado por uma jovem sedutora e a própria presença de Marilyn Monroe, que domina o filme com sua sensualidade e aparência. Crowther aponta que, embora Monroe tenha uma forte presença, sua personagem carece de profundidade, sendo mais um símbolo de desejo do que uma figura tridimensional. Por outro lado, o personagem de Tom Ewell, um homem em conflito entre seus impulsos e suas responsabilidades, deveria ser o foco da comédia, mas é ofuscado pela figura de Monroe. Crowther também critica a falta de resolução para o romance entre os dois personagens, algo que existe na peça original, mas foi censurado no filme devido às regras do Código Hays. Ele elogia a popularidade que Monroe traz, embora reconheça que sua atuação, sem profundidade, deixa a desejar. Por fim, ele menciona os coadjuvantes como Evelyn Keyes, Sonny Tufts, Robert Strauss e Oscar Homolka, que desempenham papéis menores de forma competente, mas sem grande impacto no filme. O tom geral da crítica é de que, embora o filme tenha suas falhas, Monroe é o grande atrativo para o público.
No agregador de críticas Rotten Tomatoes, 84% das 32 avaliações dos críticos são positivas, com uma nota média de 7,2/10.

## Principais prêmios e indicações
| Ano  | Prêmio        | Categoria                         | Reciepiente    | Resultado                   |
| ---- | ------------- | --------------------------------- | -------------- | --------------------------- |
| 1956 | BAFTA         | Melhor Atriz Estrangeira          | Marilyn Monroe | Indicado[carece de fontes?] |
| 1956 | Globo de Ouro | Melhor ator em comédia ou musical | Tom Ewell      | Venceu[carece de fontes?]   |